# Kiyoshi Atsumi
Kiyoshi Atsumi (渥美 清?, Atsumi Kiyoshi, nato Yasuo Tadokoro (田所 康雄?, Tadokoro Yasuo); Taitō, 10 marzo 1928 – Bunkyō, 4 agosto 1996) è stato un attore giapponese. Nato a Tokyo, cominciò la sua carriera da attore nel 1951 in un teatro di Asakusa. Dopo essere guarito da una forma di tubercolosi polmonare, fece il suo debutto televisivo nel 1956 e quello cinematografico nel 1957.
Atsumi divenne molto conosciuto in Giappone grazie alla serie di film Otoko wa tsurai yo, durata dal 1969 al 1995, anno antecedente alla sua morte. Il riconoscimento della sua capacità di colpire gli spettatori con interpretazioni umane e compassionevoli è arrivato nel 1996, quando gli è stato assegnato il People's Honour Award.

## Filmografia
- Otorasan daihanjô (1958)
- Shima no sehiro no oyabun-shû (1961)
- Koshinuke nyûipin sodô (1961)
- Daite chôdai (1961)
- Atomic no obon: Surimasuwayo no maki (1961)
- Tôshi reijô (1961)
- Atomic no obon, onna oyabuntaiketsu no maki (1961)
- Wakaki ni ho Jirocho: Tokaido no tsumujikaze (1962)
- Nippon no obaachan (1962)
- Oedo Hyobanji Binan no Kaoyaku (1962)
- Kigeki: Danchi oyabun (1962)
- Ottamage ningyo monogatari (1962)
- Sarariman Isshin Tasuke (1962)
- Attack Squadron! (1963)
- Utae Wakôdotachi (1963)
- Mushukunin-betsuchô (1963)
- Tsumujikaze (1963)
- Haikei tenno heika sama (1963)
- Okashina yatsu (1963)
- Zoku Haikei Tenno Heika Sama (1964)
- Gendai kane monogatari (1964)
- Haikei sôri daijin sama (1964)
- Ore wa bodigado (1964)
- Sanpo suru reikyusha (1964)
- Baka marudashi (1964)
- Bwana Toshi no uta (1965)
- Izuko e (1966)
- Un ga yoke rya (1966)
- Kutsukake Tokijiro - yukyo ippiki (1966)
- Ohana han (1966)
- Kaachan to 11-nin no kodomo (1966)
- Chichiko gusa (1967)
- Kigeki: Kyûkô ressha (1967)
- Kigeki: Dantai ressha (1967)
- Otoko nara furimukuna (1967)
- Neon taiheiki (1968)
- Kigeki hachurui (1968) - Seki
- Moetsukita chizu (1968) - Tashiro
- Nippon gerira jidai (1968)
- Hakuchû dôdô (1968)
- Gion matsuri (1968)
- Sukurappu shûdan (1968)
- Kigeki hatsumoude resha (1968)
- Otoko wa tsurai yo (1969)
- Kigeki: Onna wa dokyô (1969)
- Zoku otoko wa tsurai yo (1969)
- Otoko wa tsurai yo: Fûten no Tora (1970)
- Shin otoko wa tsurai yo (1970)
- Kigeki: Otoko wa aikyo (1970)
- Otoko wa tsurai yo: Boukyou hen (1970)
- Where Spring Comes Late (1970)
- Otoko wa tsurai yo: Junjô hen (1971)
- Otoko wa tsurai yo: Funto hen (1971)
- Otoko wa tsurai yo: Torajiro koiuta (1971)
- Yaruzô mite ore tamegorô (1971)
- Otoko wa tsurai yo: Shibamata bojo (1972)
- Furusato (1972)
- Otoko wa tsurai yo: Torajiro yumemakura (1972)
- Aa koe naki tomo (1972) - Tamiji Nishiyama
- Otoko wa tsurai yo: Torajiro wasurenagusa (1973)
- Otoko wa tsurai yo: Watashi no tora-san (1973)
- Tokyo do mannaka (1974)
- Otoko wa tsurai yo: Torajiro koiyatsure (1974)
- Castle of Sand (1974)
- Otoko wa tsurai yo: Torajiro komoriuta (1974)
- Otoko wa tsurai yo: Torajiro aiaigasa (1975)
- Harakara (1975)
- Otoko wa tsurai yo: Katsushika risshi hen (1975)
- Otoko wa tsurai yo: Torajiro yuuyake koyake (1976)
- Otoko wa tsurai yo: Torajirô junjô shishû (1976)
- Otoko wa tsurai yo: Torajirô to tonosama (1977)
- Shiawase no kiiroi hankachi (1977)
- Yatsuhaka-mura (1977)
- Otoko wa tsurai yo: Torajiro gambare! (1977)
- Otoko wa tsurai yo: Torajiro wagamichi wo yuku (1978)
- Kôtei no inai hachigatsu (1978)
- Otoko wa tsurai yo: Uwasa no Torajirô (1978)
- Otoko wa tsurai yo: Tonderu Torajirô (1979)
- Ore-tachi no kokyogaku (1979)
- Otoko wa tsurai yo: Torajirô haru no yume (1979)
- Haruka naru yama no yobigoe (1980)
- Otoko wa tsurai yo: Torajiro haibisukasu no hana (1980)
- Otoko wa tsurai yo: Torajiro kamome uta (1980)
- Otoko wa tsurai yo: Naniwa no koi no Torajirô (1981)
- Otoko wa tsurai yo: Torajiro kamifusen (1981)
- Otoko wa tsurai yo: Torajiro ajisai no koi (1982)
- Otoko wa tsurai yo: Hana mo arashi mo Torajirô (1982)
- Otoko wa tsurai yo: Tabi to onna to Torajirô (1983)
- Otoko wa tsurai yo: Kuchibue wo fuku Torajirô (1983)
- Otoko wa tsurai yo: Yogiri ni musebu torajiro (1984)
- Otoko wa tsurai yo: Torajirô shinjitsu ichiro (1984)
- Otoko wa tsurai yo: Torajirô ren'ai juku (1985)
- Otoko wa tsurai yo: Shibamata yori ai wo komete (1985)
- Final Take (1986)
- Otoko wa tsurai yo: Shiawase no aoi tori (1986)
- Otoko wa tsurai yo: Shiretoko bojô (1987)
- Otoko wa tsurai yo: Torajiro monogatari (1987)
- Nijushi no hitomi (1987)
- Dauntaun hirozu (1988)
- Otoko wa tsurai yo: Torajiro sarada kinenbi (1988)
- Otoko wa tsurai yo: Torajiro kokoro no tabiji (1989)
- Otoko wa tsurai yo: Boku no ojisan (1989)
- Otoko wa tsurai yo: Torajiro no kyuujitsu (1990)
- Otoko wa tsurai yo: Torajiro no kokuhaku (1991)
- Otoko wa tsurai yo: Torajiro no seishun (1992)
- A Class to Remember (1993)
- Otoko wa tsurai yo: Torajiro no endan (1993)
- Otoko wa tsurai yo: Haikei, Kuruma Torajiro sama (1994)
- Otoko wa tsurai yo: Torajiro kurenai no hana (1995)
- Otoko wa tsurai yo: Torajiro haibisukasu no hana tokubetsu-hen (1997)

## Onorificenze
- People's Honour Award